# Quirísofo

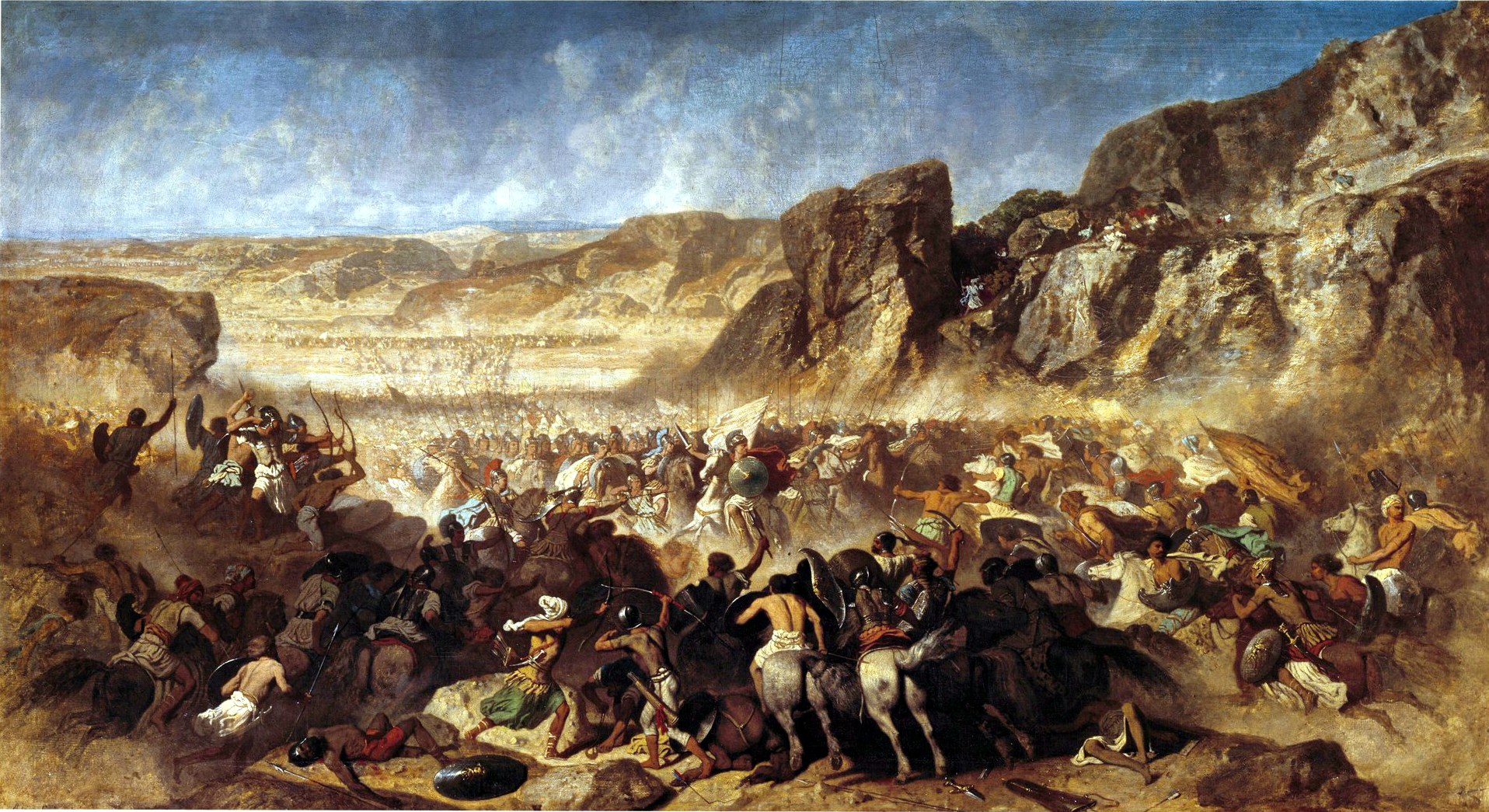
Batalla de Cunaxa, en la que Quirísofo condujo a las tropas espartanas contra Artajerjes.

Quirísofo (en griego antiguo: Χειρίσοφος ) fue un general espartano que luchó junto a los Diez Mil bajo el mando de Ciro el Joven. Quirísofo fue enviado por los éforos espartanos con 700 hombres fuertemente armados (800 según Diodoro Sículo) para ayudar a Ciro el Joven en su expedición contra su hermano Artajerjes en el 401 a. C. Se unió a Ciro en su marcha en Iso en Cilicia. Tras la batalla de Cunaxa, Clearco envió a Quirísofo con una delegación al general persa Arieo para hacerle una oferta de colocarle en el trono persa, oferta que Arieo rechazó.
Tras el arresto de Clearco y los otros generales, por la traición de Tisafernes, Quirísofo tomó parte activa en animar a las tropas y en hacer frente a la emergencia de ser un ejército sin líder en territorio enemigo y, por sugerencia de Jenofonte, fue designado para dirigir la vanguardia del ejército en retirada. Ocupó este puesto durante toda la retirada en colaboración con Jenofonte. Sólo en una ocasión surgió alguna diferencia entre ellos, y la causa fue que Quirísofo golpeó, en un arrebato de airada desconfianza, a un armenio que les guiaba, y que les abandonó a causa del insulto.
Cuando los griegos llegaron a Trebisonda en el Mar Negro, Quirísofo se ofreció como voluntario para ir con su amigo Anaxibio, el almirante espartano en Bizancio, con el fin de obtener varios barcos para transportarlos a Europa; pero no tuvo éxito en su petición. A su regreso al ejército, que encontró en Sinope, fue elegido comandante en jefe, puesto que Jenofonte había rechazado para sí mismo por no ser espartano. Quirísofo, sin embargo, no pudo hacer valer su autoridad o impedir que los soldados arcadios y aqueos saquearan a los heracleotas. El sexto o séptimo día después de la elección de Quirísofo, estas tropas, que formaban más de la mitad del ejército, se separaron del resto y partieron por mar al mando de diez generales que ellos mismos habían designado.
Jenofonte se ofreció entonces a continuar la marcha con el resto de las fuerzas, bajo el mando de Quirísofo, pero éste declinó la propuesta por consejo de Neón,que esperaba encontrar en Calpe embarcaciones proporcionadas por Cleandro, el harmosta espartano en Bizancio, y deseaba reservarlas exclusivamente para su propia porción del ejército. Con la pequeña división aún bajo su mando, Quirísofo llegó sano y salvo a Calpe, donde murió por los efectos de una medicina que había tomado para la fiebre.